# Кавианинежад, Амин
Амин Явар Кавианинежад (перс. امین کاویانی‌نژاد‎; 22 ноября 1998, Эндимешк, Хузестан, Иран) — иранский борец греко-римского стиля.

## Карьера
В конце ноября 2017 года в Польше на Первенстве мира среди спортсменов до 23 лет, одолев в схватке за 3 место Абылайхана Амзеева из Казахстана, стал бронзовым призёром. В феврале 2020 в Нью-Дели в финале чемпионата Азии победил Ибрагима Магомадова из Казахстана, став победителем турнира. В середине апреля 2021 года на чемпионате Азии в Алма-Ате в схватке за 3 место одолел Махмуда Бахшиллоева из Узбекистана, став бронзовым призёром. В апреле 2023 года он стал серебряным призёром чемпионата Азии, где в финале проиграл Акжолу Махмудову из Кыргызстана. 4 октября 2023 года в финале Азиатских игр в китайском Ханчжоу уступил Акжолу Махмудову, став серебряным призёром. 21 апреля 2024 года в Бишкеке на азиатском квалификационном турнире добыл лицензию на Олимпийские игры в Париже.

## Достижения
- Чемпионат Азии по борьбе 2020 — ;
- Чемпионат Азии по борьбе 2021 — ;
- Игры исламской солидарности 2021 — ;
- Азиатские игры 2022 — ;
- Чемпионат Азии по борьбе 2023 — ;